# 7. Seimas

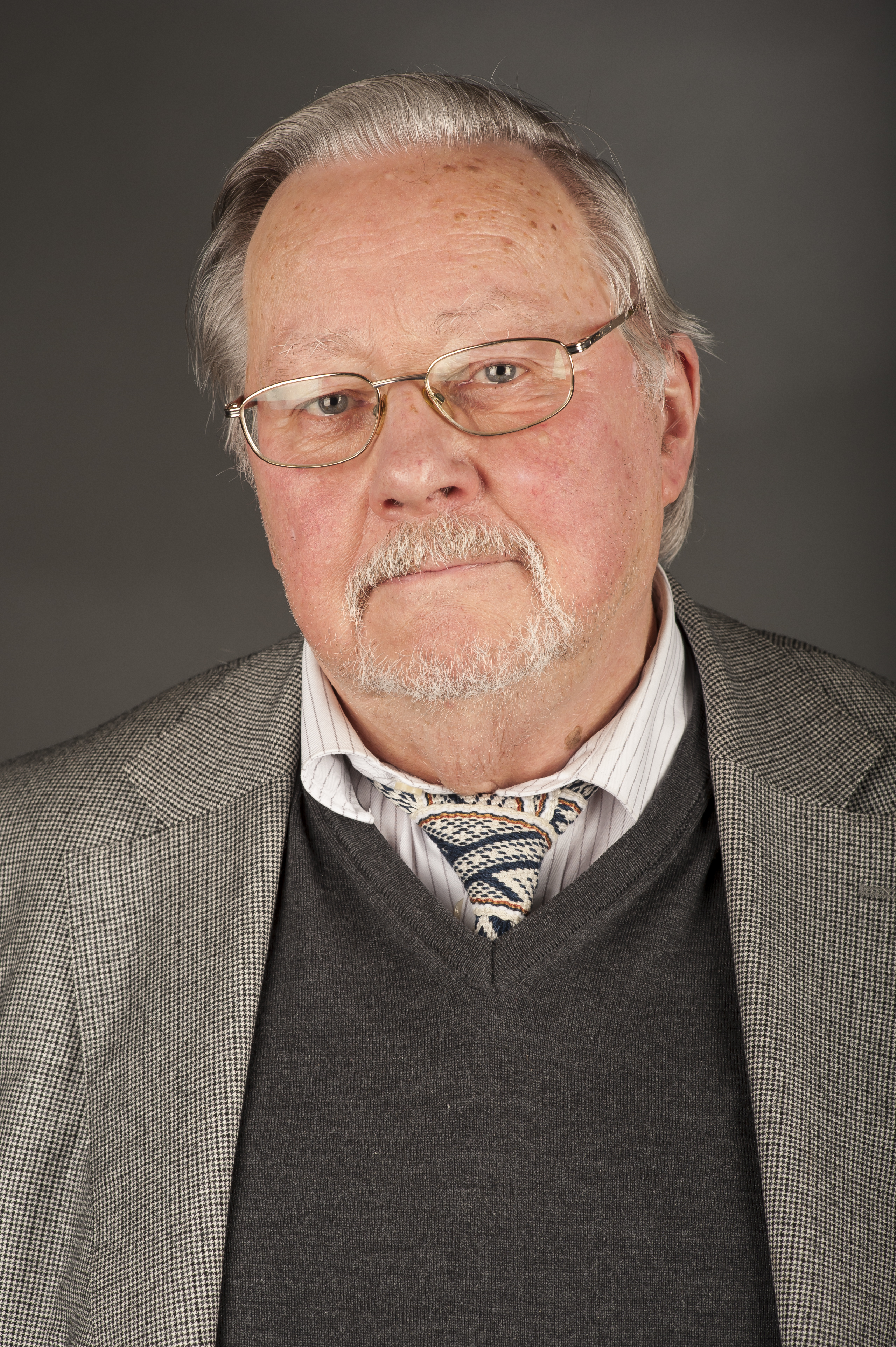
Parlamentspräsident V. Landsbergis

Der 7. Seimas war das litauische Parlament (Seimas), gewählt Herbst 1996 für die Legislaturperiode von 1996 bis 2000.

## Präsident des Seimas
- Vytautas Landsbergis (* 1932)

## Mitglieder
| Name                             | Liste        | Wahlbezirk            | Fraktion                                     | Mandatszeit                              |
| -------------------------------- | ------------ | --------------------- | -------------------------------------------- | ---------------------------------------- |
| Arvydas Akstinavičius            | LSDP         | –                     | SDF                                          |                                          |
| Vilija Aleknaitė Abramikienė     | TSLK         | Tauragės              | TSLK                                         | ab 10. November 1996                     |
| Raimundas Alekna                 | TSLK         | –                     | TSLK                                         | ab 1997                                  |
| Danutė Aleksiūnienė              | LCS          | Trakų                 | ab 1997                                      |                                          |
| Ignas Aleškevičius               | TSLK         | –                     | bis 1997                                     |                                          |
| Nijolė Ambrazaitytė              | TSLK         | TSLK                  | –                                            |                                          |
| Laima Liucija Andrikienė         | TSLK         | Pramonės              | TSLK, ab 2000 DF                             | ab 10. November 1996                     |
| Vytenis Povilas Andriukaitis     | LSDP         | Žirmūnų               | SDF                                          | ab 10. November 1996                     |
| Alfonsas Andriuškevičius         | TSLK         | –                     | TSLK                                         | ab 1997                                  |
| Jonas Avyžius                    | TSLK         | –                     | TSLK                                         | bis 1999                                 |
| Audronius Ažubalis               | TSLK         | Fabijoniškių          | TSLK                                         | ab 10. November 1996                     |
| Alfonsas Bartkus                 | TSLK         | Šilalės Šilutės       | TSLK, ab 2000 NKF                            | ab 10. November 1996                     |
| Julius Beinortas                 | LKDP         | –                     | KDF                                          |                                          |
| Juozas Bernatonis                | LDDP         | –                     | LDDPF                                        | ab 1998                                  |
| Egidijus Bičkauskas              | LCS          | Justiniškių           | CF                                           | ab 10. November 1996                     |
| Kazys Bobelis                    | LKDS         | Marijampolės          | JF                                           | ab 10. November 1996                     |
| Vytautas Bogušis                 | LKDP         | –                     | KDF, ab 1999 23 d. MKDF                      |                                          |
| Mindaugas Briedis                | TSLK         | Radviliškio           | TSLK                                         | ab 10. November 1996                     |
| Virgilijus Vladislovas Bulovas   | LDDP         | –                     | 1998                                         |                                          |
| Sigita Burbienė                  | LDDP         | –                     | LDDPF                                        |                                          |
| Stanislovas Buškevičius          | JL           | Kalniečių             | JF                                           | ab 10. November 1996                     |
| Algirdas Butkevičius             | LSDP         | Vilkaviškio           | SDF                                          | ab 10. November 1996                     |
| Audrius Butkevičius              | eigenständig | Naujamiesčio          | CF, ab 1999 MSNG                             | ab 10. November 1996                     |
| Vytautas Aleksandras Cinauskas   | TSLK         | –                     | TSLK                                         |                                          |
| Algis Čaplikas                   | LCS          | –                     | CF                                           |                                          |
| Vytautas Čepas                   | LCS          | –                     | CF                                           |                                          |
| Sigitas Čirba                    | TSLK         | –                     | TSLK                                         |                                          |
| Regimantas Čiupaila              | LCS          | –                     | CF                                           |                                          |
| Rimantas Jonas Dagys             | LSDP         | –                     | SDF ab 1999                                  |                                          |
| Sofija Daubaraitė                | TSLK         | –                     | TSLK                                         |                                          |
| Irena Degutienė                  | TSLK         | –                     | TSLK                                         |                                          |
| Rimantas Didžiokas               | TSLK         | Baltijos              | TSLK                                         | ab 10. November 1996                     |
| Roma Dovydėnienė                 | LSDP         | –                     | SDF                                          |                                          |
| Juozas Dringelis                 | TSLK         | –                     | TSLK                                         |                                          |
| Vytautas Dudėnas                 | TSLK         | –                     | TSLK                                         |                                          |
| Jadvyga Dunauskaitė              | TSLK         | Akmenės               | TSLK                                         | ab 10. November 1996                     |
| Vytautas Einoris                 | LDDP         | –                     | LDDPF                                        |                                          |
| Juozas Galdikas                  | TSLK         | Lazdijų Druskininkų   | TSLK                                         | ab 10. November 1996                     |
| Povilas Gylys                    | LDDP         | –                     | LDDPF                                        |                                          |
| Vincas Girnius                   | TSLK         | –                     | TSLK                                         | bis 1997                                 |
| Kęstutis Glaveckas               | LCS          | Alytaus               | CF                                           | ab 10. November 1996                     |
| Petras Gražulis                  | LKDP         | –                     | KDF                                          |                                          |
| Arūnas Grumadas                  | LCS          | –                     | CF                                           |                                          |
| Romualda Hofertienė              | TSLK         | Marių                 | TSLK                                         | ab 10. November 1996                     |
| Gražina Imbrasienė               | TSLK         | –                     | TSLK                                         |                                          |
| Žibartas Juozas Jackūnas         | TSLK         | –                     | TSLK                                         |                                          |
| Kęstutis Jakelis                 | TSLK         | –                     | TSLK                                         | ab 1999                                  |
| Vladimir Jarmolenko              | TSLK         | Dainavos              | TSLK                                         | 1996–1999                                |
| Česlovas Juršėnas                | LDDP         | –                     | LDDPF                                        |                                          |
| Sigitas Kaktys                   | TSLK         | Mažeikių              | TSLK                                         | ab 10. November 1996                     |
| Ramūnas Karbauskis               | eigenständig | Šiaulių kaimiškoji    | JF                                           | ab 10. November 1996                     |
| Justinas Karosas                 | LDDP         | –                     | LDDPF                                        |                                          |
| Algis Kašėta                     | LKDP         | Varėnos Eišiškių      | KDF, ab 1999 MKDF                            | ab 10. November 1996                     |
| Povilas Katilius                 | LKDP         | –                     | KDF                                          |                                          |
| Juozapas Algirdas Katkus         | TSLK         | –                     | TSLK                                         |                                          |
| Gediminas Kirkilas               | LDDP         | –                     | LDDPF                                        |                                          |
| Vytautas Petras Knašys           | TSLK         | Raseinių              | TSLK                                         | ab 10. November 1996                     |
| Mindaugas Končius                | LCS          | –                     | CF                                           |                                          |
| Kazimieras Vytautas Kryževičius  | LKDP         | –                     | KDF                                          |                                          |
| Andrius Kubilius                 | TSLK         | –                     | TSLK                                         |                                          |
| Saulius Kubiliūnas               | TSLK         | –                     | TSLK                                         | ab 1997                                  |
| Elvyra Janina Kunevičienė        | TSLK         | Lazdynų               | TSLK, ab 28. März 2000 NKF                   | ab 10. November 1996                     |
| Rytas Kupčinskas                 | TSLK         | Aleksoto Vilijampolės | TSLK                                         | ab 10. November 1996                     |
| Bronislavas Juozas Kuzmickas     | TSLK         | Gargždų               | TSLK                                         | ab 10. November 1996                     |
| Kazimieras Kuzminskas            | LKDP         | Panemunės             | KDF                                          | ab 10. November 1996                     |
| Vytautas Landsbergis             | TSLK         | Kauno kaimiškoji      | TSLK                                         |                                          |
| Vaclovas Lapė                    | TSLK         | Skuodo Mažeikių       | TSLK                                         | ab 10. November 1996                     |
| Mečys Laurinkus                  | TSLK         | Nevėžio               | TSLK                                         | 1996–1998                                |
| Juozas Listavičius               | TSLK         | Kelmės                | TSLK, ab 28. März 2000 NKF                   | ab 10. November 1996                     |
| Zygmunt Mackevič                 | TSLK         | –                     | TSLK                                         |                                          |
| Stasys Malkevičius               | TSLK         | Pajūrio               | TSLK                                         | ab 10. November 1996                     |
| Virginijus Martišauskas          | eigenständig | Šilutės               | CF                                           | ab 10. November 1996                     |
| Jūratė Matekonienė               | LTS ir LDP   | Jonavos               | CF                                           | ab 10. November 1996                     |
| Antanas Matulas                  | TSLK         | Pasvalio Panevėžio    | TSLK                                         | ab 10. November 1996                     |
| Alvydas Medalinskas              | eigenständig | Šeškinės              | LRF                                          | ab 10. November 1996                     |
| Nikolaj Medvedev                 | LSDP         | Pakruojo Joniškio     | SDF                                          | ab 10. November 1996                     |
| Rasa Melnikienė                  | LCS          | –                     | CF                                           |                                          |
| Gabriel Jan Mincevič             | LLRA         | Širvintų Vilniaus     | MSNG                                         | ab 10. November 1996                     |
| Jonas Mocartas                   | TSLK         | –                     | TSLK, ab 28. März 2000 NKF                   | ab 1997                                  |
| Juozas Olekas                    | LSDP         | Suvalkijos            | SDF                                          | ab 10. November 1996                     |
| Romualdas Ozolas                 | LCS          | Dzūkijos              | CF                                           | ab 10. November 1996                     |
| Vytautas Pakalniškis             | TSLK         | –                     | TSLK, ab 28. März 2000 NKF                   |                                          |
| Feliksas Palubinskas             | LKDP         | Centro                | KDF, ab 2000 MKDF                            | ab 10. November 1996                     |
| Petras Papovas                   | LDDP         | Zarasų-Visagino       | LDDPF                                        | ab 10. November 1996                     |
| Algirdas Vaclovas Patackas       | LKDP         | –                     | KDF                                          |                                          |
| Dainius Petras Paukštė           | LSDP         | –                     | 2000                                         | ab April 2000                            |
| Saulius Pečeliūnas               | LTS ir LDP   | Kaišiadorių-Elektrėnų | ab Mai 2000 DF                               | ab 10. November 1996                     |
| Simas Ramutis Petrikis           | TSLK         | –                     | TSLK                                         |                                          |
| Elena Petrošienė                 | TSLK         | –                     | TSLK                                         |                                          |
| Algirdas Petrusevičius           | TSLK         | –                     | TSLK                                         |                                          |
| Rimantas Pleikys                 | TSLK         | Senamiesčio           | TSLK, ab 2000 NKF                            | ab 10. November 1996                     |
| Artur Plokšto                    | LDDP         | –                     | LDDPF                                        |                                          |
| Zigmantas Pocius                 | TSLK         | –                     | TSLK                                         | bis 1997                                 |
| Mykolas Pronckus                 | LDDP         | –                     | LDDPF                                        |                                          |
| Kazimira Danutė Prunskienė       | LMP          | Molėtų Švenčionių     | NF                                           | ab 10. November 1996                     |
| Naglis Puteikis                  | TSLK         | –                     | TSLK                                         | 1997                                     |
| Antanas Račas                    | TSLK         | Jurbarko              | TSLK                                         | ab 10. November 1996                     |
| Raimundas Leonas Rajeckas        | TSLK         | Aukštaitijos          | TSLK                                         | ab 10. November 1996 bis 1997, gestorben |
| Rasa Rastauskienė                | TSLK         | Anykščių Kupiškio     | TSLK                                         | ab 10. November 1996                     |
| Arimantas Juvencijus Raškinis    | LKDP         | –                     | KDF                                          |                                          |
| Jurgis Razma                     | TSLK         | –                     | TSLK                                         |                                          |
| Rūta Rutkelytė                   | LCS          | –                     | CF                                           |                                          |
| Liudvikas Sabutis                | TSLK         | Plungės               | TSLK                                         | ab 10. November 1996                     |
| Joana Danguolė Sadeikienė        | TSLK         | Žaliakalnio           | TSLK                                         | ab 10. November 1996                     |
| Aloyzas Sakalas                  | LSDP         | Antakalnio            | SDF                                          | ab 10. November 1996                     |
| Algimantas Salamakinas           | LDDP         | Kėdainių              | LDDPF                                        | ab 10. November 1996                     |
| Algirdas Saudargas               | LKDP         | Karoliniškių          | KDF                                          | ab 10. November 1996                     |
| Algimantas Sėjūnas               | TSLK         | Aušros                | TSLK                                         | ab 10. November 1996                     |
| Jan Senkevič                     | LLRA         | –                     | MSNG                                         | ab 1997                                  |
| Romualdas Sikorskis              | TSLK         | –                     | TSLK                                         | bis 1997, gestorben                      |
| Algirdas Sysas                   | LSDP         | –                     | SDF                                          |                                          |
| Kęstutis Skrebys                 | TSLK         | Vakarinė              | TSLK, ab 28. März 2000 NKF                   | ab 10. November 1996                     |
| Sigitas Slavickas                | TSLK         | –                     | TSLK                                         |                                          |
| Rimantas Smetona                 | LTS ir LDP   | Ukmergės              | JF                                           | ab 10. November 1996                     |
| Stasys Stačiokas                 | TSLK         | –                     | TSLK                                         | bis 1999                                 |
| Česlovas Vytautas Stankevičius   | LKDP         | –                     | KDF                                          |                                          |
| Laurynas Mindaugas Stankevičius  | LDDP         | –                     | LDDPF                                        | bis März 1998                            |
| Antanas Napoleonas Stasiškis     | TSLK         | –                     | TSLK                                         |                                          |
| Alfredas Henrikas Stasiulevičius | TSLK         | –                     | TSLK                                         |                                          |
| Vida Stasiūnaitė                 | LSDP         | –                     | SDF                                          | bis 2000                                 |
| Ona Suncovienė                   | TSLK         | –                     | TSLK                                         |                                          |
| Rimvydas Raimondas Survila       | TSLK         | –                     | TSLK                                         | ab 1999                                  |
| Petras Šakalinis                 | TSLK         | –                     | TSLK                                         |                                          |
| Petras Antanas Šalčius           | TSLK         | Rokiškio              | TSLK                                         | ab 10. November 1996                     |
| Saulius Šaltenis                 | TSLK         | –                     | TSLK, ab 28. März 2000 NKF                   |                                          |
| Kazimieras Šavinis               | LCS          | Dainų                 | CF                                           | ab 10. November 1996                     |
| Marija Šerienė                   | LKDP         | –                     | KDF, ab 1999 MKDF                            |                                          |
| Irena Šiaulienė                  | LDDP         | –                     | LDDPF                                        |                                          |
| Gintaras Šileikis                | LCS          | –                     | CF                                           |                                          |
| Jonas Šimėnas                    | LKDP         | Utenos                | KDF                                          | ab 10. November 1996                     |
| Albertas Šimėnas                 | LKDP         | –                     | KDF                                          |                                          |
| Virginijus Šmigelskas            | LCS          | –                     | CF                                           | ab 2000                                  |
| Antanas Švitra                   | LPKTS        | Kretingos             | MSNG                                         | ab 10. November 1996                     |
| Kęstutis Trapikas                | LLS          | Ignalinos Švenčionių  | LRF, ab 1999 CF                              | ab 10. November 1996                     |
| Sigitas Urbonas                  | TSLK         | Prienų                | TSLK                                         | ab 10. November 1996                     |
| Ignacas Stasys Uždavinys         | LKDP         | –                     | KDF                                          |                                          |
| Gediminas Vagnorius              | TSLK         | Telšių                | TSLK, ab 28. März 2000 NKF                   |                                          |
| Alfonsas Vaišnoras               | TSLK         | Šilainių              | TSLK, ab 28. März 2000 NKF                   | ab 10. November 1996                     |
| Nijolė Vaitiekūnienė             | TSLK         | –                     | TSLK bis 1999 m. 27 d., NKF ab 28. März 2000 |                                          |
| Kęstutis Vaitukaitis             | LCS          | –                     | CF                                           | bis 2000                                 |
| Albinas Vaižmužis                | LVP          | Biržų Kupiškio        | NF                                           | ab 10. November 1996                     |
| Jonas Valatka                    | LSDP         | –                     | SDF ab 1999                                  |                                          |
| Virmantas Velikonis              | LDDP         | Aukštaitijos          | LDDPF                                        | ab 1997                                  |
| Arvydas Vidžiūnas                | TSLK         | Šakių                 | TSLK                                         | ab 10. November 1996                     |
| Vladas Vilimas                   | TSLK         | Kauno Kėdainių        | TSLK                                         | ab 10. November 1996                     |
| Birutė Teodora Visokavičienė     | TSLK         | Saulės                | TSLK, ab 28. März 2000 NKF                   | ab 10. November 1996                     |
| Vytenis Albertas Zabukas         | TSLK         | Danės                 | TSLK                                         | ab 10. November 1996                     |
| Emanuelis Zingeris               | TSLK         | –                     | TSLK                                         |                                          |
| Rolandas Zuoza                   | LSDP         | –                     | SDF ab 1999                                  |                                          |
| Vidmantas Žiemelis               | TSLK         | –                     | TSLK, ab Mai 2000 DF                         |                                          |
| Algis Žvaliauskas                | TSLK         | –                     | TSLK bis 2000                                |                                          |